# Wilhelm Gislow

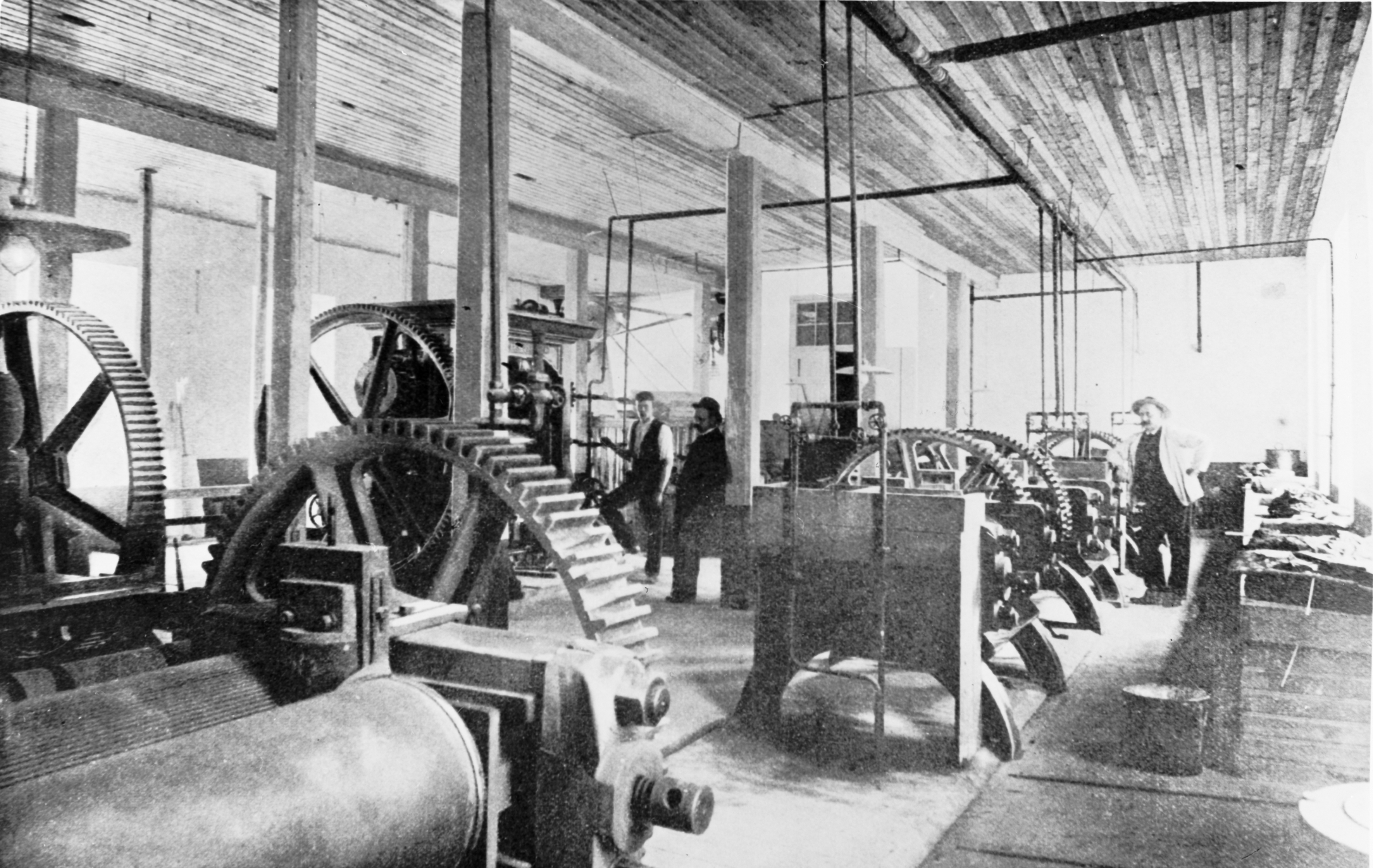
Foto från blandningssalen i Viskafors gummifabrik, med Wilhelm Gislow till höger och brodern Carl Gislow mitt i bilden

Wilhelm August Gislow, född 1859 i Göteborg, död 31 december 1925, var en svensk industrialist.
Wilhelm Gislow var näst äldste son till smedsmästaren Anders Gustavsson på Lindholmens Varv i Göteborg och Maria Andreasdotter. Han hade tre syskon, varav den äldre brodern Carl Gislow, född 1858. Båda föräldrarna dog 1866 i en av de sista koleraepidemierna i Sverige. 
Han kom efter föräldrarnas död först till sin faster Sara i Mossebo socken i Tranemo kommun och placerades därefter i fosterhem i Bondaryd nära Gislaved.
År 1877 åkte han och brodern Carl till USA, där de arbetade på United States Rubber Company i Naugatuck i Connecticut. Bröderna tog sig i USA namnet Gislow efter sin farfars morfar, som var kyrkoherde i Åsenhöga på 1700-talet. 
Wilhelm Gislow återvände till Sverige 1893, och 1895 grundade han Svenska Gummifabriks AB i Gislaved. 
Två år efter hans död köpte Kooperativa förbundet fabriken, som utsåg brorsonen Gösta Gislow som vd. 